# Adorján Emil
Adorján Emil, 1890-ig Auspitz, írói álnevén: Leander (Nagyvárad, 1873. augusztus 15. – Mauthausen, 1944 ősze) ügyvéd, író, gyorsírásszakértő.

## Élete
Családnevét 1890-ben változtatta Auspitzról Adorjánra. Egyetemi tanulmányait Budapesten és Berlinben végezte.  Már egyetemi évei alatt szerkesztette (1890-93) a Budapesten megjelenő Gyorsírók Lapját. 1896-ban visszatért Nagyváradra, ahol 1911-ig a Nagyvárad című lap munkatársa volt. 1915 és 1916 között a Nagyváradi Ügyvédi Kamara alelnöke, 1916 és 1919 között a Nagyváradi Ügyvédi Szövetség elnöke volt.
1919 után visszavonult a közélettől. 1944-ben a mauthauseni koncentrációs táborba hurcolták, ahonnan nem tért vissza.

## Művei
- Tizenöt gyorsírási óra (Nagyvárad, 1891)
- Gyorsírási olvasókönyv a Stolze-Fenyvessy rendszer szerint (Nagyvárad, 1893)
- Olivia bosszúja (humoros regény, Nagyvárad, 1898)
- Komoly pillanatok (humoreszkek, Budapest, 1899)
- Osztrák jog (Budapest, 1900)